# 임명묵
임명묵(1994년~)은 대한민국의 작가, 칼럼니스트이다. 세종고등학교 (세종)를 졸업하고 서울대학교에 진학해  재학 시절 <K를 생각한다>라는 사회비평서를 출판했으며 중앙일보등에 정기적으로 역사와 대중문화에 대한 칼럼을 기고하고 있다.